# Cera

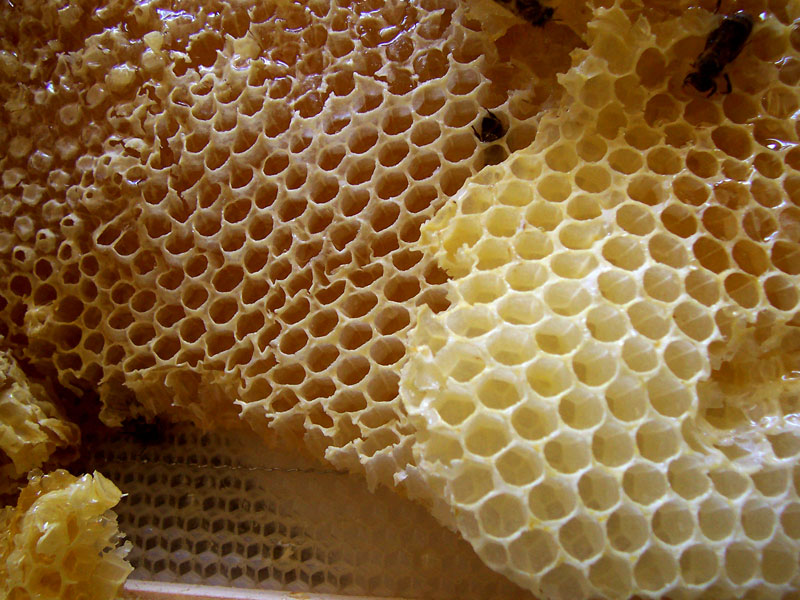
Cera de abelha no favo

As ceras são uma classe diversa de compostos orgânicos sólidos hidrófobos e maleáveis quando em temperatura ambiente. Eles incluem alcanos elevados e lípidos, tipicamente com pontos de fusão superiores a cerca de 40 °C, que funde ao dar origem a líquidos de baixa viscosidade. As ceras são insolúveis em água, mas solúveis em solventes não polares, orgânicos. As ceras naturais de diferentes tipos são produzidos por plantas e animais e ocorrem em petróleo.

## Química

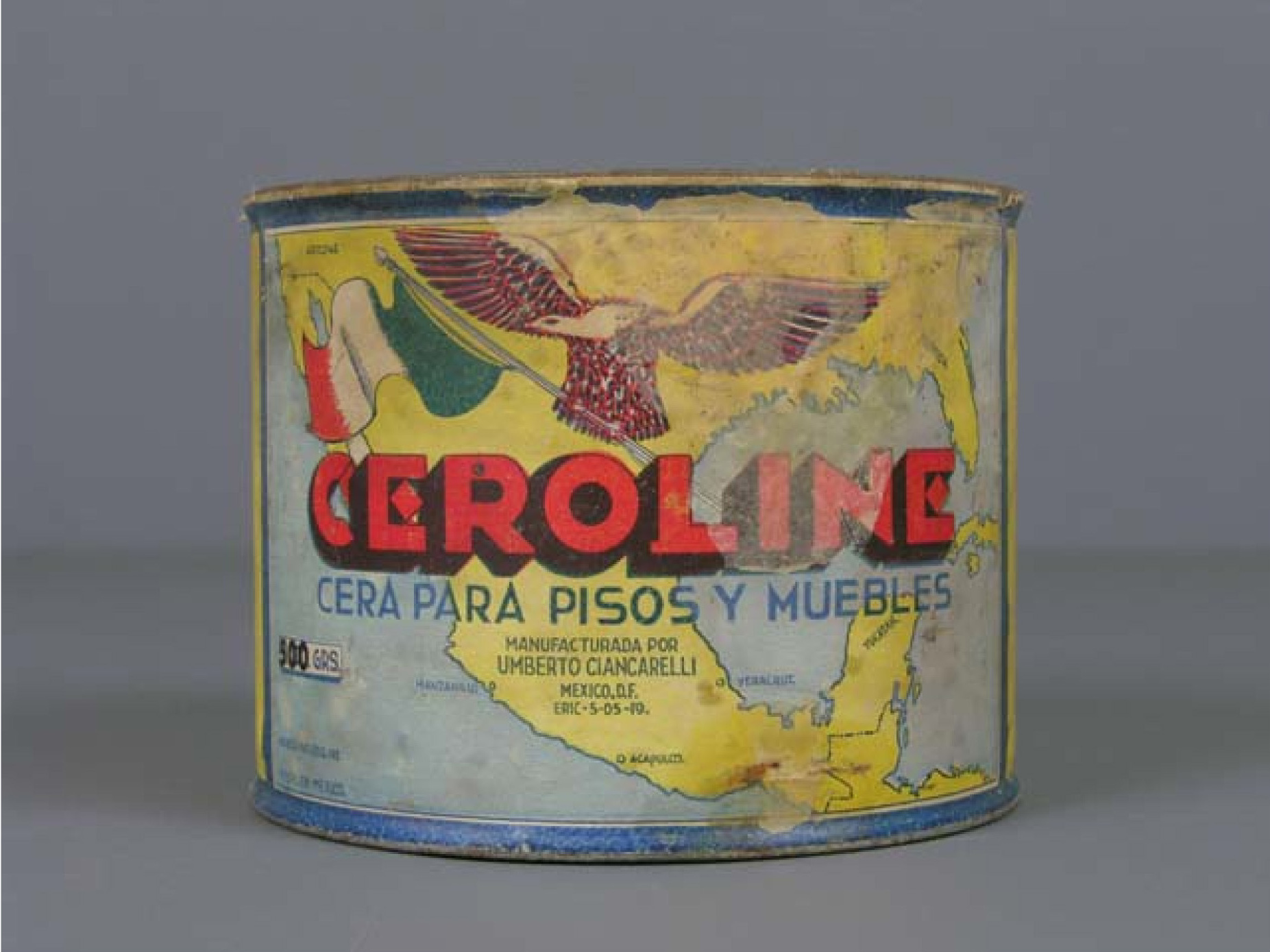
Cera da marca Ceroline para pisos e móveis, da primeira metade do século XX

As ceras são compostos orgânicos que consistem caracteristicamente de cadeias alquilas longas. Ceras sintéticas são os hidrocarbonetos de cadeia longa (alcanos ou parafinas) que não possuem grupos funcionais substituídos. As ceras naturais podem conter hidrocarbonetos não substituídos, tais como alcanos superiores, mas também podem incluir vários tipos de compostos de cadeia longa, tais como ácidos gordos, álcool graxo primário e secundário, cetonas e aldeídos. Elas também podem conter ésteres de ácidos graxos e de álcoois graxos.

### Ceras vegetais e animais
As ceras são sintetizadas por muitas plantas e animais. As de origem animal normalmente consistem de ésteres de cera derivados a partir de uma variedade de ácidos carboxílicos e álcoois gordos. Em ceras de origem vegetal, misturas de hidrocarbonetos não esterificados característicos podem predominar sobre os ésteres.  A composição depende não só das espécies, mas também a localização geográfica do organismo.

#### Ceras animais
A cera animal mais comumente conhecido é a cera de abelhas, mas outros insetos também secretam ceras. Um importante componente da cera usado na construção de favos de mel é o éster palmitato myricyl, que é um éster de triacontanol e um ácido palmítico. Seu ponto de fusão é 62-65 °C. Espermacete ocorre em grandes quantidades no óleo de cabeça da cachalote. Um dos seus principais constituintes é palmitato de cetilo, outro éster de um ácido gordo. A lanolina é uma cera obtida a partir da lã, que consiste em ésteres de esteróis.

#### Ceras vegetais
Plantas secretam ceras para dentro e na superfície das suas cutículas como uma forma de controlar a evaporação, a molhabilidade e a hidratação. As ceras de plantas são misturas a hidrocarbonetos substituídos de cadeia longa alifáticos contendo alcanos, ésteres de alquilo, ácidos gordos, álcoois primários e secundários, dióis, aldeídos e cetonas. Do ponto de vista comercial, a cera vegetal mais importante é a cera de carnaúba, uma cera dura obtida a partir da palma brasileira Copernicia prunifera e tem muitas aplicações, tais como produtos de confeitaria e outros revestimentos de alimentos, automóveis e mobiliário, revestimento do fio dental, cera de prancha de surf, além de outros usos. 

### Ceras derivadas do petróleo

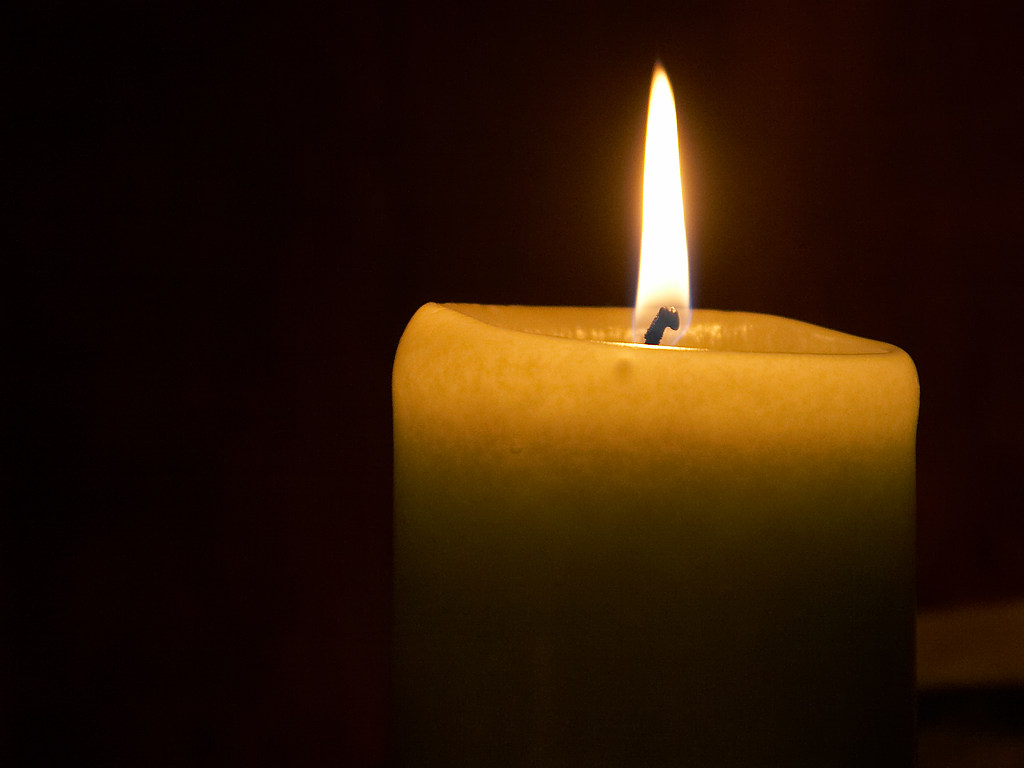
Vela de cera

Embora muitas ceras naturais contenham ésteres, as ceras de parafina são hidrocarbonetos e misturas de alcanos geralmente em uma série homóloga de comprimentos de cadeia. Estes materiais representam uma fração significativa de petróleo. Elas são refinados por destilação a vácuo. As ceras de parafina são misturas de alcanos, naftenos e compostos aromáticos e substituídos com alquil-nafteno. O grau de ramificação tem uma influência importante sobre as suas propriedades. Milhões de toneladas de ceras de parafina são produzidas anualmente. Eles são usados em alimentos (tais como goma de mascar e embalagem de queijo), em velas e cosméticos, como revestimentos antiaderentes e impermeabilizadores e pomadas.

#### Cera de lenhite
A cera de lenhite é uma cera fossilizado extraída do carvão e da lenhite. É muito densa, refletindo a elevada concentração de ácidos gordos saturados e álcoois. Embora seja castanho escura e com mau cheiro, ela pode ser purificada e branqueada para uso em produtos comercialmente úteis.

#### Ceras derivadas de polietileno
Algumas ceras são sintetizados por craqueamento do polietileno a 400 °C. Os produtos têm a fórmula (CH2) NH2, em que "N" varia entre cerca de 50 e 100. Em 1995, cerca de 200 milhões kg/y foram consumidos.